# 119-я отдельная разведывательная авиационная эскадрилья
119-я отдельная разведывательная авиационная эскадрилья, она же 119-я отдельная корректировочная авиационная эскадрилья — воинское подразделение вооружённых сил СССР в Великой Отечественной войне.

## История
Сформирована 24 июня 1941 года на Северном фронте путём выделения эскадрильи из состава 311-го разведывательного авиационного полка. На вооружении при формировании имела 5 самолётов СБ.
В составе действующей армии с 24.06.1941 по 14.11.1941.
Уже в 1942 году на вооружении эскадрильи находились самолёты Пе-2, на которых было установлено оборудование для аэрофотосъёмки.
Основной задачей эскадрильи была воздушная разведка укреплений противника, расположения складов и скоплений войск. Кроме того самолётами эскадрильи перебрасывались специальные группы в глубокий тыл противника с целью организации подпольной и партизанской борьбы, заброска оружия и продуктов партизанам, доставка во вражеский тыл советских разведчиков, вывозка раненых партизан.
Действовала на Свирском оборонительном рубеже, в 1942 году вела разведку вражеских позиций при подготовке к прорыву блокады Ленинграда.
C начала 1944 года вела активную разведку финских позиций на реке Свирь при подготовке к Свирско-Петрозаводской операции, а затем к Петсамо-Киркенесской операции.
После окончания боёв в Заполярье в боевых действиях участия не принимала.

## Полное наименование
- 119-я отдельная разведывательная авиационная Краснознамённая эскадрилья

## Подчинение
| Дата            | Фронт (округ)     | Армия               | Корпус | Дивизия                            | Примечания                          |   |
| --------------- | ----------------- | ------------------- | ------ | ---------------------------------- | ----------------------------------- | - |
| 22.06.1941 года | Северный фронт    | 7-я армия           | -      | 55-я смешанная авиационная дивизия | -                                   |   |
| 01.07.1941 года | Северный фронт    | 7-я армия           | -      | 55-я смешанная авиационная дивизия | -                                   |   |
| 10.07.1941 года | Северный фронт    | 7-я армия           | -      | 55-я смешанная авиационная дивизия | -                                   |   |
| 01.08.1941 года | Северный фронт    | 7-я армия           | -      | 55-я смешанная авиационная дивизия | -                                   |   |
| 01.09.1941 года | Карельский фронт  | 7-я армия           | -      | 55-я смешанная авиационная дивизия | -                                   |   |
| 01.10.1941 года | -                 | 7-я отдельная армия | -      | 55-я смешанная авиационная дивизия | -                                   |   |
| 01.11.1941 года | -                 | 7-я отдельная армия | -      | 55-я смешанная авиационная дивизия | -                                   |   |
| 01.12.1941 года | -                 | 7-я отдельная армия | -      | 55-я смешанная авиационная дивизия | -                                   |   |
| 01.01.1942 года | -                 | 7-я отдельная армия | -      | 55-я смешанная авиационная дивизия | -                                   |   |
| 01.02.1942 года | -                 | 7-я отдельная армия | -      | 55-я смешанная авиационная дивизия | -                                   |   |
| 01.03.1942 года | -                 | 7-я отдельная армия | -      | 55-я смешанная авиационная дивизия | -                                   |   |
| 01.04.1942 года | -                 | -                   | -      | -                                  | нет данных                          |   |
| 01.05.1942 года | -                 | -                   | -      | -                                  | нет данных                          |   |
| 01.06.1942 года | -                 | -                   | -      | -                                  | нет данных                          |   |
| 01.07.1942 года | -                 | -                   | -      | -                                  | нет данных                          |   |
| 01.08.1942 года | -                 | 7-я отдельная армия | -      | -                                  | -                                   |   |
| 01.09.1942 года | -                 | 7-я отдельная армия | -      | -                                  | -                                   |   |
| 01.10.1942 года | -                 | 7-я отдельная армия | -      | -                                  | -                                   |   |
| 01.11.1942 года | -                 | 7-я отдельная армия | -      | -                                  | -                                   |   |
| 01.12.1942 года | -                 | 7-я отдельная армия | -      | -                                  | -                                   |   |
| 01.01.1943 года | -                 | 7-я отдельная армия | -      | -                                  | -                                   |   |
| 01.02.1943 года | -                 | 7-я отдельная армия | -      | -                                  | -                                   |   |
| 01.03.1943 года | -                 | 7-я отдельная армия | -      | -                                  | -                                   |   |
| 01.04.1943 года | -                 | 7-я отдельная армия | -      | -                                  | -                                   |   |
| 01.05.1943 года | -                 | 7-я отдельная армия | -      | -                                  | -                                   |   |
| 01.06.1943 года | -                 | 7-я отдельная армия | -      | -                                  | -                                   |   |
| 01.07.1943 года | -                 | 7-я отдельная армия | -      | -                                  | -                                   |   |
| 01.08.1943 года | -                 | 7-я отдельная армия | -      | -                                  | -                                   |   |
| 01.09.1943 года | -                 | 7-я отдельная армия | -      | -                                  | -                                   |   |
| 01.10.1943 года | -                 | 7-я отдельная армия | -      | -                                  | -                                   |   |
| 01.11.1943 года | -                 | 7-я отдельная армия | -      | -                                  | -                                   |   |
| 01.12.1943 года | -                 | 7-я отдельная армия | -      | -                                  | -                                   |   |
| 01.01.1944 года | -                 | 7-я отдельная армия | -      | -                                  | 257-я смешанная авиационная дивизия | - |
| 01.02.1944 года | -                 | 7-я отдельная армия | -      | -                                  | 257-я смешанная авиационная дивизия | - |
| 01.03.1944 года | Карельский фронт  | 7-я армия           | -      | -                                  | 257-я смешанная авиационная дивизия | - |
| 01.04.1944 года | Карельский фронт  | 7-я воздушная армия | -      | -                                  | -                                   |   |
| 01.05.1944 года | Карельский фронт  | 7-я воздушная армия | -      | -                                  | -                                   |   |
| 01.06.1944 года | Карельский фронт  | 7-я воздушная армия | -      | -                                  | -                                   |   |
| 01.07.1944 года | Карельский фронт  | 7-я воздушная армия | -      | -                                  | -                                   |   |
| 01.08.1944 года | Карельский фронт  | 7-я воздушная армия | -      | -                                  | -                                   |   |
| 01.09.1944 года | Карельский фронт  | 7-я воздушная армия | -      | -                                  | -                                   |   |
| 01.10.1944 года | Карельский фронт  | 7-я воздушная армия | -      | -                                  | -                                   |   |
| 01.11.1944 года | Карельский фронт  | 7-я воздушная армия | -      | -                                  | -                                   |   |
| 01.12.1944 года | Резерв Ставки ВГК | 7-я воздушная армия | -      | -                                  | -                                   |   |
| 01.01.1945 года | Резерв Ставки ВГК | 7-я воздушная армия | -      | -                                  | -                                   |   |
| 01.02.1945 года | Резерв Ставки ВГК | 7-я воздушная армия | -      | -                                  | -                                   |   |
| 01.03.1945 года | Резерв Ставки ВГК | 7-я воздушная армия | -      | -                                  | -                                   |   |
| 01.04.1945 года | Резерв Ставки ВГК | 7-я воздушная армия | -      | -                                  | -                                   |   |
| 01.05.1945 года | Резерв Ставки ВГК | 7-я воздушная армия | -      | -                                  | -                                   |   |

## Командиры
- Мосин Иван Иванович, майор. [1]

## Награды
| Награда                | Дата       | За что получена                  |
| ---------------------- | ---------- | -------------------------------- |
| Орден Красного Знамени | 31.10.1944 | за Петсамо-Киркенесскую операцию |

## Воины эскадрильи
| Награда | Ф. И. О.                   | Должность      | Звание            | Дата       | Примечания                                                                                    |
| ------- | -------------------------- | -------------- | ----------------- | ---------- | --------------------------------------------------------------------------------------------- |
|         | Анохин, Алексей Васильевич | Командир звена | старший лейтенант | 26.10.1944 | Всего совершил 250 боевых вылетов. Более 80 раз вёл воздушные бои с истребителями противника. |